# Dragon Ball: Raging Blast 2
Dragon Ball: Raging Blast 2 ist ein Videospiel, basierend auf dem von Akira Toriyama geschriebenen Manga und dem gleichnamigen Anime Dragon Ball. Es ist ein Nachfolger des 2009 erschienenen Spieles Dragon Ball: Raging Blast. Es wurde von Spike entwickelt und in der EU am 5. November 2010 von Bandai Namco für die Playstation 3 und die Xbox 360 veröffentlicht. Es ist ein 3D-Kampfspiel, welches es dem Spieler ermöglicht, als verschiedene Charaktere aus dem Dragon Ball-Universum sowohl gegen computergesteuerte Gegner, als auch gegen andere Spieler im on- und offline-Modus zu spielen. Zusätzlich zum eigentlichen Spiel ist beim Kauf der Film Dragon Ball: Plan zur Vernichtung der Super-Saiyajin enthalten.

## Spielprinzip
Wie sein Vorgänger benutzt auch Dragon Ball: Raging Blast 2 3D-Mechaniken, bei denen die Kameraposition in verschiedenen Momenten zwischen einer Position über der Schulter des Spielers oder über dem Kopf des Spielers wechselt. Die Charaktere sind beim Kampf in der Lage, von verschiedenen Kampfarten Gebrauch zu machen: Standard Nahkampfattacken, spezielle Nahkampfattacken und speziellen Ki-Attacken. Außerdem ist eine Technik namens Wütende Seele integriert worden, bei der dem Spieler Ki-Attacken verwährt werden, sein Nahkampfschaden jedoch gesteigert ist.
Statt des normalen Story-Modus der vorherigen Dragon-Ball Spiele enthält Raging Blast 2 den sogenannten Galaxis-Modus, bei dem jeder verfügbare Spielcharakter als ein Planet in der Galaxis des Spiels repräsentiert wird. Jeder Planet enthält Missionspfade, auf denen verschiedene Missionen mit verschieden schweren Kämpfen gewonnen werden müssen. Die Missionen haben verschiedene Vorteile oder Nachteile für den Spieler, um es ihm jeweils einfacher oder schwerer zu machen. Das Erfüllen von bestimmten Missionen schaltet Transformationen und Attacken für den Galaxis-Modus, spezielle Bilder und weitere Missionspfade frei. Weiter gibt es noch den Kampfzonen-Modus, bei dem der Spieler Gegner aus verschiedenen Zonen besiegen muss, online und offline Kampfmodi gegen andere Spieler, sowie das Weltturnier.

## Spielbare Charaktere

### Wiederkehrende Charaktere
| Name                      | Mögliche Transformationen                                            | Verfügbar bei Start des Spiels |
| ------------------------- | -------------------------------------------------------------------- | ------------------------------ |
| Bardock                   |                                                                      | Nein                           |
| Broly                     | - Grundform - Super-Saiyajin - Legendärer Super-Saiyajin             | Ja                             |
| Broly (Super-Saiyajin 3)  |                                                                      | Nein                           |
| Baata                     |                                                                      | Ja                             |
| Cyborg 16                 |                                                                      | Ja                             |
| Cyborg 17                 |                                                                      | Ja                             |
| Cyborg 18                 |                                                                      | Ja                             |
| Cyborg 19                 |                                                                      | Ja                             |
| Cyborg 20 / Dr. Gero      |                                                                      | Ja                             |
| Cell                      | - Erste Form - Zweite Form - Perfekte Form - Perfekter Cell          | Ja                             |
| Chiaozu                   |                                                                      | Ja                             |
| Dodoria                   |                                                                      | Ja                             |
| Freezer                   | - Erste Form - Zweite Form - Dritte Form - Finale Form - Volle Kraft | Ja                             |
| Gogeta                    | - Super-Saiyajin                                                     | Nein                           |
| Gotenks                   | - Grundform - Super-Saiyajin - Super-Saiyajin 3                      | Ja                             |
| Guldo                     |                                                                      | Ja                             |
| Jees                      |                                                                      | Ja                             |
| Kapitän Ginyu             |                                                                      | Ja                             |
| Kid Buu                   |                                                                      | Nein                           |
| Krillin                   |                                                                      | Ja                             |
| Majin Buu                 |                                                                      | Ja                             |
| Majin Vegeta              | - Super-Saiyajin 2                                                   | Nein                           |
| Nappa                     |                                                                      | Ja                             |
| Piccolo                   |                                                                      | Ja                             |
| Radditz                   |                                                                      | Ja                             |
| Rikuum                    |                                                                      | Ja                             |
| Son-Gohan                 | - Grundform - Super-Saiyajin - Super-Saiyajin 2                      | Nein                           |
| Son-Gohan (Kind)          |                                                                      | Ja                             |
| Son-Goku                  | - Grundform - Super-Saiyajin - Super-Saiyajin 2 - Super-Saiyajin 3   | Ja                             |
| Son-Goten                 | - Grundform - Super-Saiyajin                                         | Ja                             |
| Super-Buu                 | - Grundform - Gotenks absorbiert - Son-Gohan absorbiert              | Ja                             |
| Teen Gohan                | - Grundform - Super-Saiyajin - Super-Saiyajin 2                      | Nein                           |
| Tenshinhan                |                                                                      | Ja                             |
| Trunks (Nahkampf)         | - Grundform - Super-Saiyajin - Super-Trunks                          | Ja                             |
| Trunks (Kind)             | - Grundform - Super-Saiyajin                                         | Ja                             |
| Trunks (Schwert)          | - Grundform - Super-Saiyajin                                         | Nein                           |
| Vegeta                    | - Grundform - Super-Saiyajin - Super-Vegeta - Super-Saiyajin 2       | Ja                             |
| Vegeta (Super-Saiyajin 3) |                                                                      | Nein                           |
| Vegeta (Scouter)          |                                                                      | Nein                           |
| Vegetto                   | - Grundform - Super-Saiyajin                                         | Ja                             |
| Videl                     |                                                                      | Nein                           |
| Yamchu                    |                                                                      | Ja                             |
| Zarbon                    | - Grundform - Monster                                                | Ja                             |

### Neue Charaktere
| Name                  | Mögliche Transformationen     | Verfügbar bei Start des Spiels |
| --------------------- | ----------------------------- | ------------------------------ |
| Bojack                | - Grundform - Transformiert   | Ja                             |
| Cell Jr.              |                               | Ja                             |
| Cooler                | - Grundform - Finale Form     | Nein                           |
| Cyborg 13             | - Grundform - Super-Cyborg 13 | Ja                             |
| Cyborg 14             |                               | Ja                             |
| Cyborg 15             |                               | Ja                             |
| Dabra                 |                               | Ja                             |
| Dore                  |                               | Ja                             |
| Hatchiyack            |                               | Nein                           |
| Janemba               | - Super-Janemba               | Nein                           |
| Kiwi                  |                               | Ja                             |
| Mecha-Freezer         |                               | Ja                             |
| Meta-Cooler           |                               | Ja                             |
| Nail                  |                               | Ja                             |
| Neiz                  |                               | Ja                             |
| Paikuhan              |                               | Ja                             |
| Pflanzenmann          |                               | Ja                             |
| Salza                 |                               | Ja                             |
| Son-Gohan (Zukunft)   | - Grundform - Super-Saiyajin  | Nein                           |
| Tarble                |                               | Ja                             |
| Turles                |                               | Ja                             |
| Ultimativer Son-Gohan |                               | Nein                           |
| Zangya                |                               | Ja                             |

Quelle für diesen Abschnitt: 